# Aramirè
Aramirè era un grup musical de Salento, a Itàlia, especialitzat en les diverses formes locals tradicionals de la música en versions noves amb lletra a temàtica contemporània. El grup es va crear el 1996 per uns membres del grup desaparegut Canzoniere di Terra d'Otranto, que ja a final dels anys 1950 van començar estudiant i restituir la música tradicional local. Dels tres fundadors, Luigi Chiriatti, Roberto Raheli e Sandro Girasoli, el 2004 només queda Raheli, com a resultat d'una divergència sobre la deriva comercial de la música folklòrica. El gener 2007 van donar un concert il·lustre al Carnegie Hall de Nova York.
Crea obres amb versió pizzica de la tarantel·la, de vegades anomenat «neotarantisme», cançons de la regió de la Grècia Salentina, la zona de parlar grec del sud d'Itàlia, cançons tradicionals d'amor, cançons polifòniques d'amor i treball. Col·labora amb l'editorial del mateix nom, amb el qual va editar diferents llibres amb CD.

## Obres destacades
- Sud Est (2001)
- Mazzate Pesanti (2004)[5][6]